# L'umanoide
L'umanoide è un film del 1979 diretto da Aldo Lado con lo pseudonimo di George B. Lewis. 
Girata sulla scia del grande successo di Guerre stellari, questa pellicola di fantascienza è considerata la versione italiana del blockbuster statunitense. Presenta un ricco cast internazionale tra cui spiccano i nomi affermati di Richard Kiel e Arthur Kennedy ma anche giovani attrici come Corinne Cléry e Barbara Bach. È da segnalare, inoltre, la collaborazione di Enzo G. Castellari alla regia e la partecipazione di Ennio Morricone alla realizzazione della colonna sonora.

## Trama
In un lontano futuro, dopo un terribile conflitto nucleare, il pianeta Terra, chiamato ora Metropolis, sembra vivere un momento di duratura pace sotto la corretta e saggia guida di un personaggio noto come Grande Fratello. Quando però il fratello di costui, il malvagio Lord Graal, riesce a fuggire dal satellite-prigione in cui era detenuto, la tranquillità comincia presto a vacillare. Per realizzare il suo diabolico piano di vendetta, Lord Graal libera il pazzo dottor Kraspin dal manicomio spaziale dove era rinchiuso. Quest'ultimo, dopo essersi impadronito del Kappatron, una sostanza in grado di trasformare gli esseri umani in mostruosi e invincibili umanoidi, cattura il gigantesco Golob, che per effetto del Kappatron diventa appunto un indistruttibile mostro, totalmente piegato ai suoi voleri. Kraspin può così ora servirsi di lui per annientare chiunque possa ostacolare i disegni di conquista. La dottoressa Barbara Gibson, il giovane Nick e il piccolo Tom Tom combattono a fianco del Grande Fratello nel tentativo di proteggere la galassia dalle mire di Graal e Kraspin. Coi poteri di cui è dotato, Tom Tom rimuove il chip che controllava Golob, il quale finalmente recupera la personalità originaria e si pone in prima linea nel contrastare i malvagi.

## Produzione
Il film è stato girato a partire dal mese di giugno del 1978 con una spesa di produzione preventivata in 3,5 milioni di dollari.

## Colonna sonora

### Album
La colonna sonora originale è stata composta e curata da Ennio Morricone (che l'ha anche arrangiata personalmente) e pubblicata nel 1979 dalla RCA Italiana su un disco in vinile a 33 giri (BL 31432) intitolato Colonna sonora originale del film L'umanoide.

#### Tracce
1. Un uomo nello spazio 5:45
2. Estasi stellare 5:03
3. Infanzia, evoluzione e ritorno 6:36
4. Informale primo 0:58
5. Trasmissione difettosa, rotazione e rivoluzione 6:25
6. Incontri a sei 4:18
7. Robodog 1:38
8. Informale secondo 5:14

## Distribuzione
La pellicola è stata distribuita nelle sale cinematografiche italiane nel mese di aprile del 1979. Doppiaggio italiano a cura della SAS.

### Data di uscita
Alcune date di uscita internazionali nel corso del 1979 sono state:
- 11 aprile 1979 in Italia[5]

### Edizioni home video
Per il circuito home video, in Italia, sono state distribuite due videocassette VHS nel corso degli anni. Una dalla Creazioni Home Video nel mese di aprile del 1988 con il codice VT 4647 e una dalla Mondadori Video nel giugno del 1991 con il codice MVEC 03047.

## Accoglienza

### Critica
In un articolo apparso sul quotidiano La Stampa, all'epoca dell'uscita del film nelle sale cinematografiche, vengono apprezzate le premesse spettacolari che il film si pone ma allo stesso tempo ne viene criticata l'ambizione di "favola universale" in una pellicola troppo piena di aria strapaesana.

## Galleria d'immagini

Ivan Rassimov (Lord Graal) e Barbara Bach (Lady Agatha)
Arthur Kennedy, interprete del dottor Kraspin
Il protagonista Richard Kiel (Golob)